# Graham Sutherland
Pour les articles homonymes, voir Sutherland.
Graham Vivian Sutherland est un peintre, lithographe et graveur britannique né le 24 août 1903 à Streatham (Londres) et mort le 17 février 1980 à Londres.
Depuis les années 1950, Sutherland est considéré comme l'un des principaux maîtres de la peinture anglaise moderne.

## Biographie
Après un apprentissage à l'usine de chemin de fer « Midland », il s'inscrit en 1921 à l'École des Beaux-Arts de Londres. Stanley Andersen et Malcolm Osborne lui enseignent la gravure. Il édite ses premières eaux-fortes et expose à la Royal Academy en 1923. En 1925, il réalise sa première exposition personnelle à la Galerie XXI. La rencontre de Katherine Barry, qui devient sa femme en 1927 le conduit à se convertir au catholicisme (1926). Dès sa sortie de l'école, il enseigne la gravure à l'École des Beaux-Arts de Kingston (1927) et à la Chelsea School of Art (de 1928 à 1932). Cependant, la crise économique des années 30 le pousse à changer d'orientation artistique. Il abandonne la gravure et s'adonne au dessin d'affiche et de tissu tout en se mettant à peindre. La peinture devient sa principale activité vers 1935. En 1937, la vision à Londres de Guernica le pousse à s'intéresser à l'art européen de son temps avec lequel il avait peu de contact jusque-là. En 1938, il réalise sa première exposition de paysages à la galerie Rosenberg et Helft de Londres. Avec Paul Nash et John Piper, il est alors considéré comme un néoromantique se réclamant de William Blake et Samuel Palmer. Pendant la guerre, il reçoit le titre officiel de peintre de guerre. Il parcourt alors la Grande-Bretagne et visite Paris en 1944. À la fin de 1944, il reçoit la commande d'une crucifixion pour l'église Saint-Matthieu de Northampton puis visite le midi de la France, où il séjourne ensuite chaque année. Après la guerre, les expositions personnelles se multiplient : Hanover Gallery, British Council... La Biennale de Venise de 1952 lui consacre le pavillon britannique et lui décerne le prix Sao-Paulo. L'exposition est ensuite présentée à Paris, Amsterdam, Zurich et en 1953 à la Tate Gallery. Pendant ces années, il réalise sa première tapisserie (1949), peint Les Origines de la Terre (1950-51), une peinture monumentale commandée pour le festival de Grande-Bretagne. Il peint aussi ses premiers portraits : Somerset Maugham, Lord Beaverbrook, Edward Sackville-West, Winston Churchill. En 1952, il réalise une série de sculptures. Il est également administrateur de la Tate Gallery de 1949 à 1954 et exécute de 1952 à 1962 les cartons d'une grande tapisserie pour la Cathédrale de Coventry tout en continuant de produire, depuis 1936, de nombreuses lithographies. Il achève en 1961 un retable pour la Cathédrale de Chichester et en 1963 une crucifixion pour l'église de Saint Aidan à East Acton. Il est décoré de l'Ordre du mérite en 1960 et docteur « honoris causa » en littérature de l'Université d'Oxford en 1962. En 1965, la Galleria civica d'Arte Moderna de Turin a réalisé une rétrospective de 140 peintures.

## Son œuvre picturale
S'il existe des affinités entre son art et certains artistes surréalistes comme Ernst, Masson, Lam ou Paalen, Sutherland est d'abord un créateur indépendant des grands courants artistiques, ce qui ne l'empêche pas d'admirer particulièrement Matisse, Braque et Picasso qui exerce sur lui une forte influence. Sa manière originale et visionnaire de peindre la nature est sa principale contribution à l'art européen du XXe siècle.
L'œuvre picturale de Sutherland se déploie dans trois directions principales : le paysage, le portrait, la peinture religieuse.
Quel que soit le domaine considéré, Sutherland ne produit pas des œuvres spontanées et impulsives, il procède à de nombreuses recherches et esquisses traduisant un long processus de maturation avant de s'attaquer à la version finale.

### Nature et paysage
C'est dans ses paysages gallois, réalisés entre 1935 et 1941 que sa vision de la nature commence à s'élaborer. Les végétaux, tordus, cornus ou hérissés semblent la proie de déformations expressives et inquiétantes traduisant une vision intérieure et émotionnelle tendue et agressive qui se renforcera avec le temps. Pendant la guerre, son statut officiel d'artiste des scènes de guerre lui donne l'occasion de représenter des sujets industriels et des vues de villes bombardées, de locomotives et machines détruites. Après la guerre, il commence à peindre de manière réaliste des insectes dont les formes étranges sont en affinité avec son art. Il incorpore ensuite ces formes dans ses peintures en leur donnant une échelle monumentale (Les Origines de la Terre, 1950). Dans les années 50, il commence son cycle de « formes dressées » élevées sur des piédestaux évoquant des sculptures en deux dimensions (Trois formes dressées dans un jardin, 1952 ; Tête III, 1953). Sutherland nomme « Présences » ces mystérieuses formes combinant en d'étranges et inédites métamorphoses les différents règnes minéral, végétal et animal (Chimères, 1946-47). Dans la seconde moitié des années cinquante, il enrichit son répertoire de formes mécaniques, puis il produit une série réaliste d'animaux (crapauds, singes, têtes de béliers) auxquels il donne des proportions monumentales. Dans ses œuvres tardives, ses formes organiques ou inorganiques ont tendance à se rapprocher de la figure humaine (Animal assis, 1965).

### Peinture religieuse
Le motif de l'épine déjà très présent dans ses paysages se retrouve aussi au centre de sa peinture religieuse. Le thème chrétien de la couronne d'épines l'a donc particulièrement inspiré. Il en a peint de nombreuses variations (arbre d'épines, croix d'épines, tête avec épines). Faisant de la couronne un symbole de souffrance, il privilégie le thème de la crucifixion dont il produit plusieurs versions. Stimulé par l'idée de donner une représentation nouvelle de thèmes anciens (la rédemption par la souffrance), sa façon de traiter le sujet se rapproche de Grünewald tout en s'inspirant, comme point de départ, des archives photographiques des camps de concentration nazis. Sa manière expressive et violente de traiter ces thèmes de façon à frapper l'imagination du spectateur semble en accord avec un monde où la dévotion religieuse a reculé.

### Portrait
Le portrait permet à Sutherland de concentrer son art sur la figure humaine. Si ses portraits, œuvres de circonstance commandées par des personnalités célèbres, sont sobres et réalistes, pour autant, ils ne sont pas conventionnels : délaissant le fond du tableau et le décor, ils se concentrent sur le visage, les mains et la posture du sujet, visant la vérité humaine à travers une intense pénétration psychologique.

## Collections publiques
Huile sur toile, sauf mention contraire
- Fitzwilliam Museum, Cambridge :
  - - The Deposition, 1946.
- Cheltenham Art Gallery and Museum:
  - Devastation 1941: City. Ruined Machinery in a Mantle Factory, pastel, 1941.
  - Devastation: House in Wales, 1940.
- Royal Academy of Arts, Londres :
  - Oast House, gravure, 1932.
- The Royal Collection, Londres :
  - Armillary sphere, 1957.
- National Portrait Gallery :
  - 23 études préparatoires et peintures pour des portraits de Kenneth Clark, Winston Churchill, Cecil Harmsworth King, Graham Vivian Sutherland, Milner Gray, William Maxwell Aiken, etc.
- Tate Gallery, Londres :
  - Pecken Wood, gravure, 1925.
  - Cray Fields, gravure, 1925.
  - Pastoral, gravure, 1930.
  - Welsh landscape with Roasds, 1936.
  - Clegyr Boia, gravure, 1938.
  - Entrance to a Lane, 1938.
  - Green Tree Form: Interior of Woods, 1940.
  - Devastation, 1941: An East End Street, œuvre sur papier, 1941.
  - Feeding a Steel Fumace, 1941/42.
  - A Foundry: Hot Metal has been Poured into a Mould and inflammable Gas is Rising, œuvre sur papier, 1941/42.
  - Tapping a Blast Fumace, 1941/42.
  - Miner Probing a Drill Hole, œuvre sur papier, 1942.
  - Furnaces, œuvre sur papier, 1944.
  - Horned Forms, 1944.
  - Crucifixion, 1946.
  - Somerset Maughan, 1949.
  - The Origins of the Land, 1950/51.
  - Standing Forms II, 1952.
  - Head III, 1953.
  - Hydrant II, 1954.
  - The Scales, 1961/62.
  - Portrait of Sir Charles Clore, 1965/75.
  - La Foresta, II Fiume, La Roccia, La Forestia, série de 6 lithographies, 1971/72.
  - Form over River, 1971-72.
  - Lord Goodman, 1973/74.
  - The Bestiary of the Procession of Orpheus, série de 17 gravures, 1978/79.
- Victoria and Albert Museum, Londres :
  - The Wanderer I, aquarelle, 1940.
  - Folded Hills, œuvre sur papier, 1945.
  - Village, gravure, 1925.
  - Collection de céramiques, porcelaines et verres dessinés par Graham Sutherland.
- Tyne and Wear Museums (Laing Art Gallery, Newcatle et Shipley Art Gallery, Gateshead) :
  - Moving Back Earth from Coal, œuvre sur papier, 1943.
  - Twisted Tree Form, œuvre sur carton, 1944.
  - Hollow Tree Trunk, œuvre sur papier, 1938.
  - Two Miners Drilling, œuvre sur carton, 1942.
  - Limestone Quarries, General View II, œuvre sur carton, 1942.
  - Earth Removed from Coal, œuvre sur carton, 1943.
- Hunterian Museum and Art Gallery, Université de Glasgow :
  - May Green, eau-forte, 1927.
  - St Mary Hatch, eau forte, 1926.
  - Pecken Wood, eau forte, 1925.
  - Predatory Form, lithographie, 1953.
  - Roses, gravure.
- Manchester City Art Gallery :
  - Press for Marking Shells, 1941.
  - Bird in Landscape, 1941.
- Norwich Museums :
  - A Path in the woods, 1958.
  - Fountain, lithographie, 1965.
  - Gravures et aquarelles réalisées pendant la Seconde Guerre mondiale.
- National Museum Walles, Cardiff :
  - Untitled, Wavelike form, 1976.
  - Untitled, Keep Out, 1979.
  - Untitled, G Shaped Form, 1976.
  - Crucifix Figure, argent sterling, 1965.
  - Bird Over Sand, 1975.
  - Boulder with Hawthorn Tree, 1974.
  - Cathedral (Study of Rocks), 1974/76.
  - Dog Rock, 1975/76.
  - Max Egon.
  - Estuary with Birds, 1971/72.
  - Estuary with Rocks, 1937/38.
  - Forest whith Chains, 1976.
  - Fountain, 1976.
  - Fountain, small version, 1965.
  - Fragment of Landscape.
  - Hanging Form of red Ground, 1962.
  - Head II, 1951.
  - Mrs Ramsey Hunt, 1959.
  - Landscape II, 1971.
  - La Petite Afrique I, 1953.
  - Road of Porthclais with Setting Sun.
  - Rock Shelter, 1973/74.
  - Helena Rubinstein (1871-1965).
  - Paul Sacher.
  - Sir Sacheverell Sitwell (1897-1988).
  - St Ishmaels, 1976.
  - Study of Rocks and Flames, 1975.
  - Swimmer, 1976.
  - Trees whith G-shaped Form I, 1972.
  - U Shaped Form with Blue Sky, 1976.
  - The Wave.
- National Gallery of Scotland, Édimbourg :
  - Western Hills, 1938/1941.
  - Thistles and Sun, 1945.
  - Thorn Head, 1949.
- Hirshhorn Museum and Sculpture Garden, Washington, D.C. :
  - Cynocephal, 1952.
  - Red Monolith, 1938.
  - Abstract Composition, bronze, 1959.
- MoMA, New York:
  - 4 lithographies.
- Art Gallery of New South Wales, Sydney :
  - Devastation: burnt out offices, aquarelle.
  - The village, gravure, 1926.
  - Welsh mountains.

## Collection privée
- Marlborough Fine Art Ltd, Londres
  - La Fontaine, 1964, 183 × 143 cm.

## Dans la fiction
Dans le neuvième épisode de la série télévisée The Crown (2016), il est incarné par Stephen Dillane.
C'est un des personnages principaux du roman Je reste le roi de mes chagrins de Philippe Forest, où il apparait en tant que portraitiste de Winston Churchill.